# Kepatihan (Tulungagung)
Kepatihan is een bestuurslaag in het regentschap Tulungagung van de provincie Oost-Java, Indonesië. Kepatihan telt 7471 inwoners (volkstelling 2010).